# Arcanita
L'arcanita és un mineral de la classe dels sulfats. Va ser anomenada així l'any 1845 per Wilhelm Carl von Haidinger del llatí "arcanum duplicatum," pel doble secret, un nom alquímic medieval.

## Característiques
Químicament, l'arcanita és sulfat de potassi, amb fórmula química K₂SO₄. Cristal·litza en el sistema ortoròmbic. Forma cristalls aplanats pseudohexagonals de fins a 1 cm, tot i que normalment es troba en forma de crostes i recobriments. La seva duresa a l'escala de Mohs és 2. Forma una sèrie de solució sòlida amb la mascagnita.
Segons la classificació de Nickel-Strunz, l'arcanita pertany a «07.AD - Sulfats (selenats, etc.) sense anions addicionals, sense H₂O, amb cations grans només» juntament amb els següents minerals: mascagnita, mercal·lita, misenita, letovicita, glauberita, anhidrita, anglesita, barita, celestina, olsacherita, kalistroncita i palmierita.

## Formació i jaciments
Es troba en roques alterades hidrotermalment en camps geotermals, i com a derivat del guano dels ocells a les illes i del guano dels ratpenats en coves. Sol trobar-se associada a altres minerals com: syngenita, swaknoïta, mundrabil·laïta o dittmarita. Va ser descoberta l'any 1845 a la mina Santa Ana, al Comtat d'Orange (Califòrnia, Estats Units).